# Sacrifice (próxima película)
Sacrifice es una próxima película de acción, comedia satírica y aventura greco-británica, dirigida por Romain Gavras, escrita por Gavras junto a Will Arbery, y protagonizada por Chris Evans, Anya Taylor-Joy, Salma Hayek, Vincent Cassel, Ambika Mod, Sam Richardson, John Malkovich, Charli XCX y Yung Lean. La cinta tendrá su estreno a finales de 2025.

## Sinopsis
La historia sigue a Mike Tyler, una estrella de cine en crisis que quiere volver a ser el centro de atención. Para ello, aprovechará su aparición pública en una gala benéfica que se desarrollará en una isla volcánica, pero todo da un giro cuando un grupo de terroristas radicales, lideradas por Joan, lo secuestran a él, al hombre más rico del mundo y a una chica inocente.
Estas víctimas son parte de un plan que busca el sacrificio con el fin de cumplir una antigua profecía, aunque Tyler, bajo su percepción alterada de la realidad, ve la oportunidad perfecta de convertirse en un héroe y redimirse con el público.

## Reparto
- Chris Evans como Mike Tyler, un actor en decadencia quien aprovechará un secuestro para recuperar la confianza del público. [4]
- Anya Taylor-Joy como Joan, una terrorista radical quien desea cumplir una antigua profecía que implica el sacrificio de tres personas. [4]
- Salma Hayek [4]
- Vincent Cassel como Braken, el hombre más rico del mundo que es secuestrado por Joan. [4]
- Ambika Mod como Katie, una desafortunada mujer secuestrada por Joan. [4]
- Sam Richardson [5]
- John Malkovich[6]
- Charli XCX[6]
- Yung Lean[6]
- Jade Croot[6]
- Jeremy O. Harris[6]
- Miriam Silverman[6]

## Producción

### Desarrollo
El 2 de mayo de 2024 se anunció que el cineasta francés Romain Gavras estaba preparando su siguiente película, siendo ésta la primera en ser rodada en inglés. Según Gavras, la cinta sería una sátira sobre el elegante y superficial mundo de los artistas, celebridades y multimillonarios, y su egoísmo para con el resto del mundo. La cinta sería coescrita por Gavras junto a Will Arbery y producida por Iconoclast, una empresa internacional de contenido audiovisual, con la que Gavras está asociado.

### Elenco
La cinta contaría con un elenco coral conformado por Chris Evans, Anya Taylor-Joy, Salma Hayek y Brendan Fraser. Más tarde Vincent Cassel reemplazó a Fraser, quien no pudo filmar debido a conflictos de agenda. Sam Richardson también se unió al elenco. En noviembre de 2024, Ambika Mod, John Malkovich, Charli XCX, Yung Lean, Jade Croot, Jeremy O. Harris y Miriam Silverman se unieron al elenco. 

### Rodaje
El rodaje comenzaría en septiembre de 2024 en Grecia, Islandia y Bulgaria.

## Estreno
La película se estrenará a finales de 2025. Actualmente la cinta no cuenta con una distribuidora confirmada.